# انقلاب ویکی‌پدیا
انقلاب ویکی‌پدیا: چگونه یک دسته هیچ‌کس بزرگترین دانشنامه جهان را ایجاد کردند (به انگلیسی: The Wikipedia Revolution: How a Bunch of Nobodies Created the World's Greatest Encyclopedia)، کتاب تاریخی ساده‌شده‌ای است نوشته اندرو لی (پژوهشگر رسانه‌های جدید و نویسنده) که در سال ۲۰۰۹    منتشر شد.
این کتاب در زمان انتشار «تنها گزارش روایی» از دانشنامه آنلاین ویکی‌پدیا (به زبان انگلیسی) بود. این گزارش بنیاد نهادن ویکی‌پدیا در اوایل سال ۲۰۰۱ تا اوایل سال ۲۰۰۸ را در بر می‌گیرد. این متن که به زبان ساده تاریخ را روایت می‌کند شامل زندگینامه‌های کوتاه جیمی ویلز، لری سنگر و وارد کانینگهام می‌شود.
لی اهمیت تاثیرگذاری‌های اولیه را شرح می‌دهد از جمله: یوزنت، هایپرکارد و اسلش‌دات. علاوه بر آن، وی تفاوتهای فرهنگی موجود در پروژه‌های خواهر را (مثلا ویکی‌پدیای آلمانی، چینی و ژاپنی) بررسی می‌کند. کتاب همچنین پروژه سیتیزندیوم را که لری سنگر به راه انداخت، پوشش می‌دهد. 
پیشگفتار آن را جیمی ولز نوشته است و پس‌گفتاری دارد که بخشی از آن نوشته داوطلبان درباره بیان جزئیات مشکلات و فرصت‌های ویکی‌پدیا در آینده است.

## خلاصه

### فصل ۱: پدیده ویکی
مروری کوتاه بر تاریخ ویکی‌پدیا

### فصل ۲: یک نیوپدیا
ریچارد استالمن، لینوکس و نیوپدیا.

### فصل ۳: ریشه‌های ویکی
هایپرکارد، مرورگر وب.

### فصل ۴: آغاز ویکی
اسلش‌دات؛ روایت پدید آوردن فرهنگ انگلیسی آکسفورد، نقش جیمز موری و ویلیام چستر ماینر با استناد به کتاب جراح کروتورن نوشته سایمون وینچستر.

## بازخورد
به گزارش وال‌استریت جورنال «تا همین چند سال پیش، بزرگترین اثر مرجعی که تا کنون منتشر شده است، چیزی به نام دانشنامه یانگل بود. پروژه وسیعی متشکل از هزاران جلد که دانش در حدود ۲٬۰۰۰ محقق را گرد هم آورد و در سال ۱۴۰۸ م در چین چاپ شد. تقریبا ۶۰۰ سال پس از آن، ویکی‌پدیا با کمتر از ۲۵ نفر و بدون ویراستار رسمی، از اندازه و گستره آن فراتر رفت.» در دیلی تلگراف نیز نقد مثبتی درباره کتاب نوشته شد.